# Carte topologique
Ne doit pas être confondu avec Carte topographique.
Une carte topologique est un type de carte qui met en valeur des relations entre des points ou zones, en particulier en négligeant la représentation de données ou éléments considérés comme des détails sans intérêt de ce point de vue (superficie, distance, direction, forme). 

## Transports en commun
Les cartes topologiques sont notamment utilisées dans les plans de transports en commun,, (trains européens, métro de Paris,, Berlin,, Lyon, Séoul…) et sont alors nommées diagramme schématique. Le premier plan de métro sous forme de carte topologique serait celui du métro de Londres créé en 1933 par Harry Beck. Ce style sera ensuite popularisé par Massimo Vignelli, qui réalise en 1972 une carte topologique du métro de New York.

### Exemples

Carte topologique du métro de New York.
Carte topologique du métro de Paris.
Carte topologique du métro de Berlin.
Carte topologique du métro du Séoul.
Carte topologique du métro de Munich
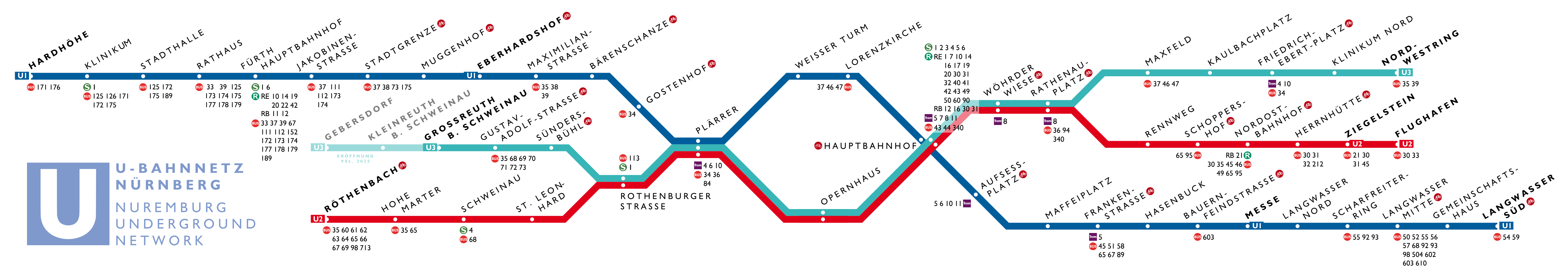
Carte topologique du métro de Nuremberg.
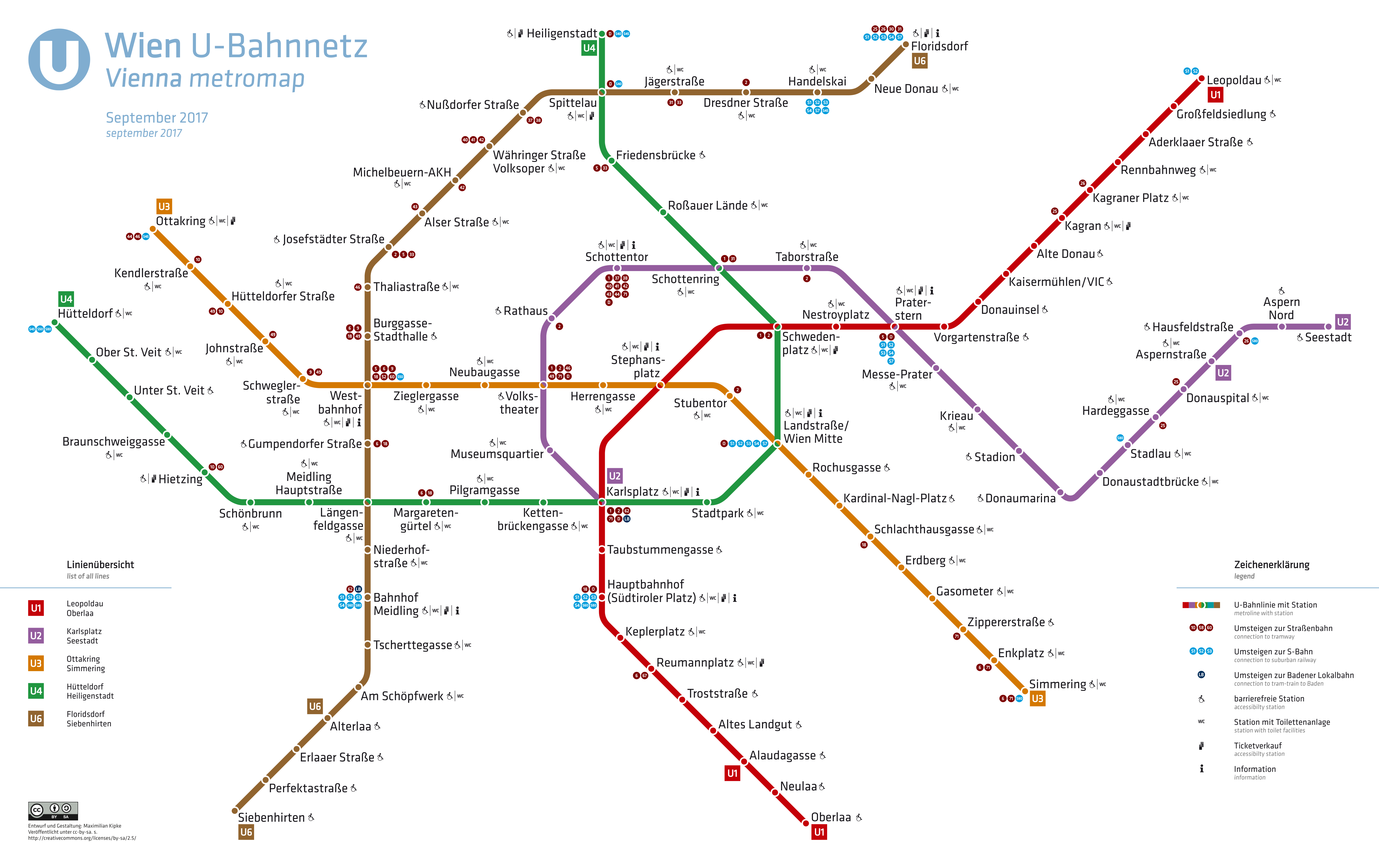
Carte topologique du métro de Vienne
Carte topologique du métro de Minsk
Carte topologique du métro de Sofia.
Carte topologique du métro de Barcelone.
Carte topologique du métro de Bilbao
Carte topologique du métro de Madrid.